# Вонсовський замок
Вонсовський замок (пол. Zamek w Wąsowie) — неоготичний палац у селі Вонсово у гміні Куслін Новотомиського повіту Великопольського воєводства в Польщі. Попри те, що будівлю часто називають замком, вона ніколи не виконувала оборонних функцій. 

## Історія

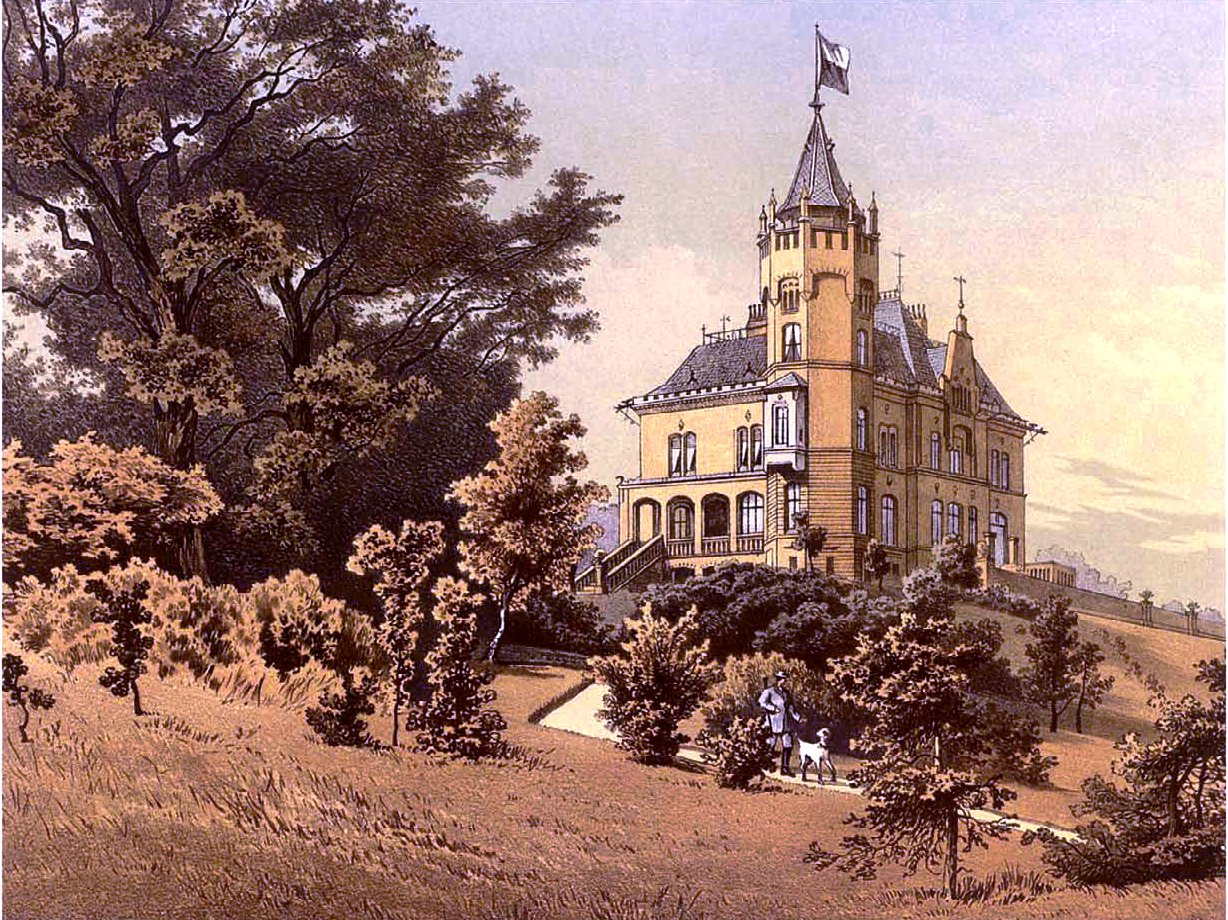
Вонсовський замок між 1857 та 1883 роками. Із колекції Александра Дункера

Палац було побудовано у 1870—1872 роках за проєктом берлінського архітектора Густава Ердмана, спершу як неоготичну віллу для берлінського банкіра Ріхарда Гардта. Будівлю спорудили поруч зі старим палацом Щанецьких з XVIII століття.  
У зв'язку із запланованим візитом німецького імператора Вільгельма II у Вонсово близько 1900 року віллу було перебудовано, щоб надати їй вигляду замку.  

## Сучасність
19 лютого 2011 року значна частина палацу згоріла під час пожежі. Будівлю було відбудовано, в наш час у ній розміщується готель та ресторан. 

## Опис
Палац розташований на пагорбі і оточений ландшафтним парком з пам'ятковими деревами — переважно дубами, липами та буками. Інтер'єри репрезентативного першого поверху були розташовані симетрично навколо великого холу, з якого на другий поверх вели двобіжні сходи.  